# Francesco Savino
Francesco Savino (* 13. listopadu 1954 Bitonto) je italský římskokatolický duchovní a biskup Cassano all'Jonio.

## Život
Narodil se 13. listopadu 1954 v Bitontu.
Vstoupil do Papežského regionalního semináře v Molfettě. Teologické vzdělání získal na Teologickém institutu Puglie. Dne 24. srpna 1978 byl biskupem Aureliem Marenou vysvěcen na kněze a inkardinován do diecéze Bitonto. Stal se farním vikářem farnosti svatého Sylvestra a poté farářem farnosti Krista Krále v Bitontu. Od roku 1985 až do svého biskupského jmenování zastával funkci rektora baziliky svatých Kosmy a Damiána.
Byl členem sboru poradců a kněžský rady. Založil Fondazione Opera Santi Medici Cosma e Damiano. Dne 28. února 2015 jej papež František jmenoval biskupem Cassano all'Jonio. Biskupské svěcení přijal 2. května z rukou arcibiskupa Francesca Cacucciho a spolusvětiteli byli biskup Nunzio Galantino a biskup Gastone Simoni.
Dne 25. května 2022 byl zvolen místopředsedou Italské biskupské konference.